# Copa del Món de Futbol de 1970 - Grup 2
El Grup 2 de la Copa del Món de Futbol 1970, disputada a Mèxic, estava compost per quatre equips, que s'enfrontaren entre ells amb un total de 6 partits. Els dos millors classificats passaren a jugar la segona fase, els quarts de final.

## Integrants
El grup 2 està integrat per les seleccions següents:
| Itàlia | Uruguai | Suècia | Israel |
| ------ | ------- | ------ | ------ |

## Classificació
| Pos | Equip   | PJ | PG | PE | PP | GF | GC | DG | Pts | Classificació           |
| --- | ------- | -- | -- | -- | -- | -- | -- | -- | --- | ----------------------- |
| 1   | Itàlia  | 3  | 1  | 2  | 0  | 1  | 0  | +1 | 4   | Avança a la segona fase |
| 2   | Uruguai | 3  | 1  | 1  | 1  | 2  | 1  | +1 | 3   | Avança a la segona fase |
| 3   | Suècia  | 3  | 1  | 1  | 1  | 2  | 2  | 0  | 3   |                         |
| 4   | Israel  | 3  | 0  | 2  | 1  | 1  | 3  | −2 | 2   |                         |

## Partits

### Uruguai vs Israel
| Uruguai                  | 2–0     | Israel |
| ------------------------ | ------- | ------ |
| Maneiro 23' · Mujica 50' | Informe |        |

### Itàlia vs Suècia
| Itàlia         | 1–0     | Suècia |
| -------------- | ------- | ------ |
| Domenghini 10' | Informe |        |

### Uruguai vs Itàlia
| Uruguai | 0–0     | Itàlia |
| ------- | ------- | ------ |
|         | Informe |        |

### Suècia vs Israel
| Suècia       | 1–1     | Israel       |
| ------------ | ------- | ------------ |
| Turesson 53' | Informe | Spiegler 56' |

### Suècia vs Uruguai
| Suècia    | 1-0     | Uruguai |
| --------- | ------- | ------- |
| Grahn 90' | Informe |         |

### Itàlia vs Israel
| Itàlia | 0–0     | Israel |
| ------ | ------- | ------ |
|        | Informe |        |